# Martha Lüthy-Zobrist
Martha Lüthy-Zobrist (* 16. August 1876 in Winterthur; † 14. April 1943 in Bern) war eine Schweizer Frauenrechtlerin und Zentralpräsidentin des Schweizerischen Frauengewerbeverbands.
Martha Lüthy-Zobrist kam als Tochter des Schuhmachers Heinrich Zobrist und dessen Ehefrau Elisabeth Widmer zur Welt. Sie wuchs bei strengen Pflegeeltern auf und machte eine Lehre als Damenschneiderin. Mit 23 Jahren heiratete sie, im Jahr 1899, den Briefträger Jakob Lüthy. Nach dem frühen Hinschied ihres Gatten führte sie ihr eigenes Damenschneideratelier. Im Jahr 1918 gründete sie den Damenschneiderinnenverband Winterthur. 
Martha Lüthy-Zobrist war 1920 Mitbegründerin des Schweizerischen Frauengewerbeverbandes, dessen Zentralpräsidentin sie von 1923 bis 1943 war. Als erste Frau wurde sie 1924 in den Vorstand des Schweizerischen Gewerbeverbandes gewählt. Im Jahr 1928 organisierte sie im Auftrag des Patronatskomitees unter dem Vorsitz der Bundesräte Giuseppe Motta und Edmund Schulthess die Schweizerische Ausstellung für Frauenarbeit in Bern. Zusätzlich übernahm sie 1929 die vollamtliche Leitung der Geschäftsstelle des Frauengewerbeverbandes. In ihrer Funktion setzte sie sich massgeblich für die Schaffung der Meisterinnenprüfung, berufliche Weiterbildung sowie die Reglementierung der Berufslehren im Frauengewerbe ein. Unter anderem wirkte sie 1930 in der ausserparlamentarischen Studienkommission für das Bundesgesetz über die berufliche Ausbildung mit.
Der Schweizerische Gewerbeverband ernannte sie 1938 zum Ehrenmitglied.

## Werke
- Frauenarbeit im Gewerbe. Verband für Berufsberatung, Zürich 1938. (Berufsbilder; 7).